# (259344) Paré
(259344) Paré, désignation internationale (259344) Pare, est un astéroïde de la ceinture principale.

## Description
(259344) Paré est un astéroïde de la ceinture principale. Il fut découvert par Bernard Christophe le 2 avril 2003 à l'observatoire de Saint-Sulpice. Il présente une orbite caractérisée par un demi-grand axe de 2,6 UA, une excentricité de 0,128 et une inclinaison de 10,76° par rapport à l'écliptique.
Il fut nommé en hommage à Ambroise Paré, chirurgien et anatomiste français.

## Compléments